# Філіп Вишнич
Філіп Вишнич (серб. Филип Вишњић; 1767—1834) — сербський епічний поет і гусляр, який народився в північній Боснії. Став свідком важливих подій сербської історії, створював поеми про події, що відбувались, які сьогодні складають значну частину традиційного сербського епосу. Вук Караджич відзивається про нього як про найкращого автора балад і співака свого часу. Часто Вишнича називають «сербським Гомером», за його сліпоту і такий же неабиякий поетичний дар.